# Rinat Abdulin
Rinat Abdulin (14 april 1982) is een Kazachs voormalig voetballer die als verdediger speelde.

## Spelerscarrière
Hij komt zijn hele loopbaan uit in de Kazachse Premjer-Liga. In 2004 en 2010 werd hij landskampioen met respectievelijk Kairat Almaty en Tobol Qostanay. Hij sloot af bij Oqjetpes FK Kökşetaw.

## Interlandcarrière
Sinds 2002 speelt Abdulin voor het Kazachs voetbalelftal. Abdulin scoorde de 0–1 voor Kazachstan in de wedstrijd tegen Nederland op 10 oktober 2014 in de Amsterdam ArenA. De wedstrijd werd met 3–1 verloren.
| Interlanddoelpunten van Rinat Abdulin voor Kazachstan | Interlanddoelpunten van Rinat Abdulin voor Kazachstan | Interlanddoelpunten van Rinat Abdulin voor Kazachstan | Interlanddoelpunten van Rinat Abdulin voor Kazachstan | Interlanddoelpunten van Rinat Abdulin voor Kazachstan | Interlanddoelpunten van Rinat Abdulin voor Kazachstan |
| No.                                                   | Datum                                                 | Wedstrijd                                             | Score                                                 | Uitslag                                               | Competitie                                            |
| Als speler bij Lokomotïv FK Astana                    | Als speler bij Lokomotïv FK Astana                    | Als speler bij Lokomotïv FK Astana                    | Als speler bij Lokomotïv FK Astana                    | Als speler bij Lokomotïv FK Astana                    | Als speler bij Lokomotïv FK Astana                    |
| ----------------------------------------------------- | ----------------------------------------------------- | ----------------------------------------------------- | ----------------------------------------------------- | ----------------------------------------------------- | ----------------------------------------------------- |
| 1.                                                    | 1 april 2009                                          | Kazachstan – Wit-Rusland                              | 1 – 0                                                 | 1 – 5                                                 | WK 2010 kwalificatie                                  |
| Als speler bij Atıraw FK                              |                                                       |                                                       |                                                       |                                                       |                                                       |
| 2.                                                    | 10 oktober 2014                                       | Nederland – Kazachstan                                | 0 – 1                                                 | 3 – 1                                                 | EK 2016 kwalificatie                                  |

## Erelijst
Kairat Almaty
- Kazachse Premjer-Liga

2004
 Tobol Qostanay
- Kazachse Premjer-Liga

2010